# Glasperlenspiel
«Glasperlenspiel» — немецкий электропоп-дуэт из Штокаха, состоящий из Каролин Нимчик и Даниэля Груненберга.

## История
Каролин Нимчик и Даниэль Груненберг изначально были членами группы Crazy Flowers. Позже они сформировали дуэт «Glasperlenspiel», названный в честь одноименного романа.
Они впервые привлекли к себе внимание общественности в Германии за участие в конкурсе песен Bundesvision 2011, представляя Баден-Вюртемберг с песней «Echt». Они заняли четвертое место, и их песня стала хитом в Германии. Их дебютный студийный альбом Move with me, выпущенный в сентябре 2011 года, получил статус «золотого» в Германии.
В 2013 году они выпустили сингл «Never Forget», который стал их вторым хитом. Их второй студийный альбом Grenzenlos был выпущен в мае 2013 года. В 2015 году они приняли участие в Bundesvision Song Contest 2015, снова представляя Баден-Вюртемберг с песней «Geiles Leben». Они заняли шестое место в финале, и песня достигла второго места в чартах Германии и Австрии и первого в Швейцарии. Их третий студийный альбом Day X был выпущен в мае 2015 года.
В 2018 году Нимчик стал судьей пятнадцатого сезона Германии, разыскивая суперзвезду.

## Участники

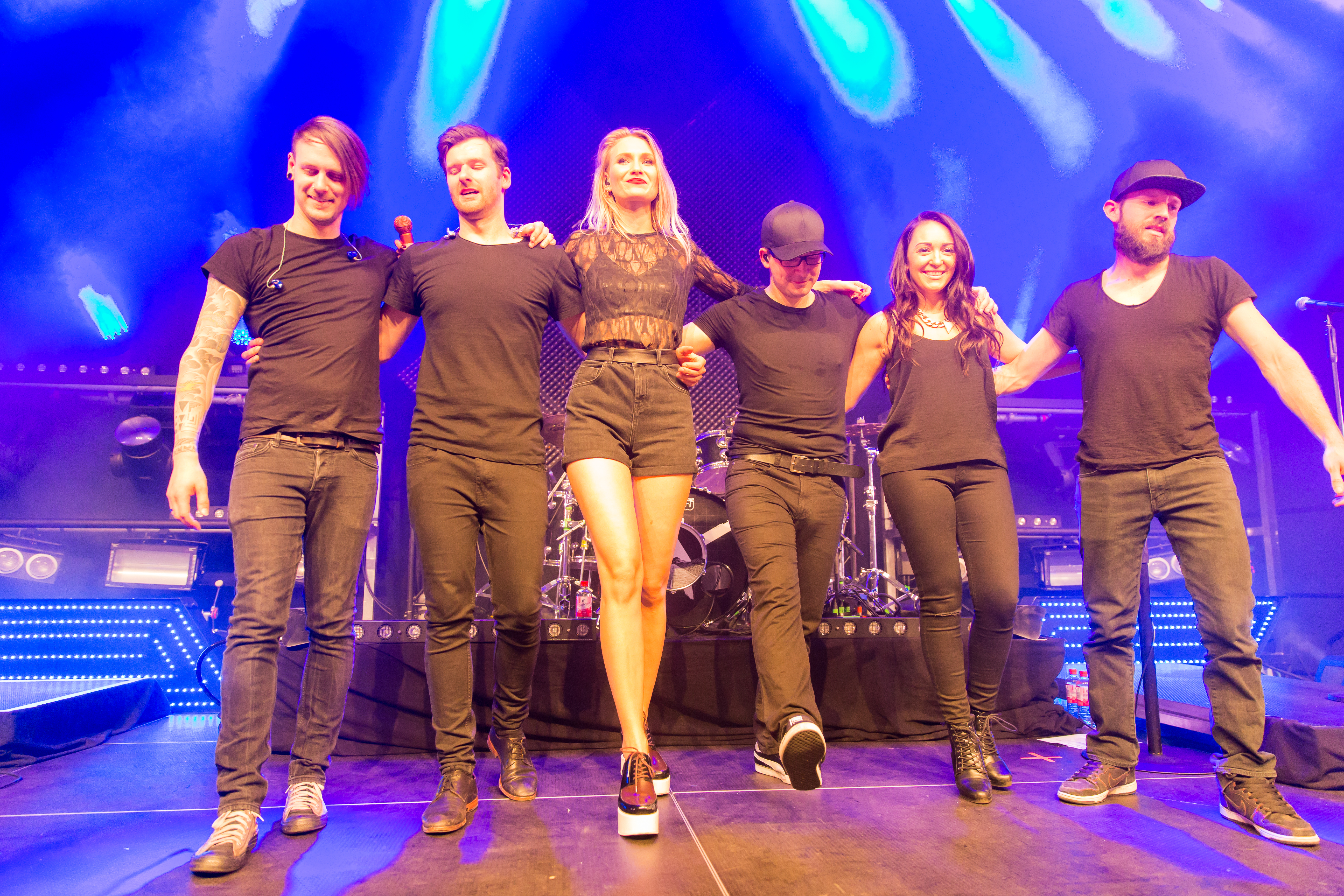
Состав группы на концерте

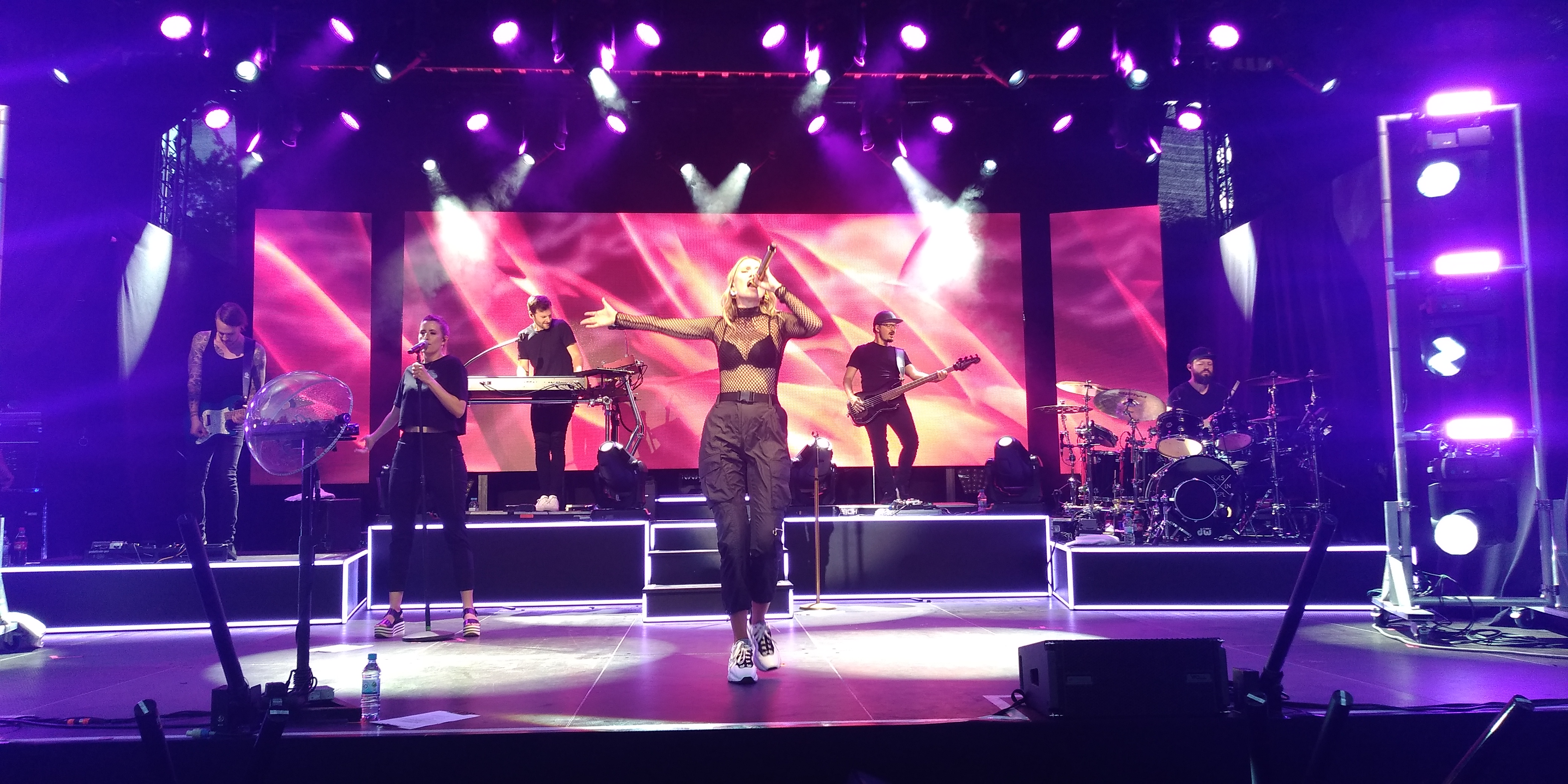
Konzert. (2019)

- Каролин Нимчик (родилась 24 июля 1990 года) — вокал
- Даниэль Груненберг (родился 11 августа 1988 года) — вокал, синтезатор

### Концертный состав
- Бене Нойнер — барабаны
- Маркус Фивег — бас-гитара, синтезатор
- Нико Шлиманн — гитара, синтезатор

## Дискография

### Студийные альбомы
| Название                                 | Описание альбома                                                                    | Максимальная позиция в чарте | Максимальная позиция в чарте | Максимальная позиция в чарте | Сертификация |
| Название                                 | Описание альбома                                                                    | GER                          | AUT                          | SWI                          | Сертификация |
| ---------------------------------------- | ----------------------------------------------------------------------------------- | ---------------------------- | ---------------------------- | ---------------------------- | ------------ |
| Beweg dich mit mir                       | - Выпущен: 30 сентября 2011 - Лейбл: Polydor - Формат: CD, digital download         | 15                           | —                            | —                            | - BVMI: Gold |
| Grenzenlos / Grenzenlos in diesem Moment | - Выпущен: 10 мая 2013 - Лейбл: Polydor - Формат: CD, цифровое скачивание музыки    | 8                            | —                            | 61                           | - BVMI: Gold |
| Tag X                                    | - Выпущен: 29 мая 2015 - Лейбл: Polydor - Формат: CD, цифровое скачивание музыки    | 14                           | 54                           | 49                           | - BVMI: Gold |
| Licht & Schatten                         | - Выпущен: 20 апреля 2018 - Лейбл: Polydor - Формат: CD, цифровое скачивание музыки | 5                            | 23                           | 40                           |              |

### Синглы
| Название                                                                          | Год  | Максимальная позиция в чарте | Максимальная позиция в чарте | Максимальная позиция в чарте | Сертификация                               | Альбом                      |
| Название                                                                          | Год  | GER                          | AUT                          | SWI                          | Сертификация                               | Альбом                      |
| --------------------------------------------------------------------------------- | ---- | ---------------------------- | ---------------------------- | ---------------------------- | ------------------------------------------ | --------------------------- |
| «Echt»                                                                            | 2011 | 9                            | 54                           | —                            | - GER: Gold                                | Beweg dich mit mir          |
| «Ich bin ich»                                                                     | 2012 | 32                           | —                            | —                            |                                            | Beweg dich mit mir          |
| «Freundschaft»                                                                    | 2012 | 17                           | 47                           | 66                           |                                            | Beweg dich mit mir          |
| «Nie Vergessen»                                                                   | 2013 | 9                            | 43                           | —                            | - GER: Gold                                | Grenzenlos                  |
| «Grenzenlos»                                                                      | 2013 | 90                           | —                            | —                            |                                            | Grenzenlos                  |
| «Moment»                                                                          | 2014 | 63                           | —                            | —                            |                                            | Grenzenlos in diesem Moment |
| «Paris»                                                                           | 2015 | —                            | —                            | —                            |                                            | Tag X                       |
| «Geiles Leben»                                                                    | 2015 | 2                            | 2                            | 1                            | - GER: 2x Platinum - AUT: Gold - SWI: Gold | Tag X                       |
| «Für immer»                                                                       | 2016 | —                            | —                            | —                            |                                            | Tag X                       |
| «Royals & Kings» (совместно с Summer Cem)                                         | 2018 | 70                           | —                            | —                            |                                            | Licht & Schatten            |
| «—» обозначает запись, которая не была записана или выпущена на этой территории.. |      |                              |                              |                              |                                            |                             |